# Бариера
Бариерата е транспортно съоръжение, поставяно на жп прелези, пътища, вход към сгради или друга инфраструктура за бързо преграждане или за разрешаване на достъпа и движение по изградена инфраструктура. Представлява вертикална стойка и хоризонтална стрела. Корпусът или стойката е неподвижно монтиран към земята и се оразмерява да носи теглото на стрелата и нейните противотежести, поставени за по-лесно манипулиране. Стрелата е хоризонтална, като прегражда входа или движението в конкретния участък. Изпълнява се в два варианта за разрешаване на достъпа – с вертикално изправяне на стрелата или с нейното хоризонтално завъртане.
Конструкцията на бариерите се изработва от дърво или метал, или пластмаса. Рамото обикновено се оцветява с червени и бели ивици, за да въздейства агресивно на преминаващите. Допълнително, с оглед на сигурното управление и безопасност при експлоатация, се поставят източници на звукови или светлинни сигнали, както се включва и специална автоматика за управлението им.
Бариерите може да се задвижват ръчно от оператор, охранител или автоматично да се задвижват под управлението на оператор или автоматика. Последните се използват за контрол на преминаването по контролирания пътен участък, влизането и излизането в промишлени, търговски и складови зони или такива, свързани с военни поделения, служби за сигурност или държавни учреждения. Бариери се поставят и при забрана за навлизане в паркови площи или за достъпа до охраняеми паркинги.

## Паркинг бариера
Паркинг бариерата е електромеханично или хидравлично устройство, затварящо за преминаване от превозни средства проход към частни пътища и обекти. Бариерите улесняват преминаването на оторизирани лица през оградата на обекта, като се идентифицират, чрез следните видове методи за управление:
1. Дистанционно управление – криптирани и добре защитени от копиране и прихващане устройства, позволяващи отварянето на бариерата на разстояние от 200 м.
2. Чип карти, баджове, чипове и гривни – също така надеждно защитени от копиране, често срещан избор поради ниската цена на персоналните карти, но по-трудни за използване, защото шофьорът трябва да маневрира в близост до четеца, поставен на входа и изхода, за да може да поднесе картата към него.
3. Далекообхватни UHF стикери – това са стикери с малки размери (10 х 3 см), които се залепват върху предното стъкло на автомобила и биват разчитани от разстояние около 10 м, докато превозното средство приближава бариерата. Гарантират високо ниво на сигурност, защото при опит за отлепване се повреждат и не позволяват повторно използване върху друг автомобил.
4. LPR камера – разчитаща регистрационния номер на автомобила камера, позволяваща отваряне на бариерата от автомобили с регистрационен номер, който е предварително въведен в софтуер за управление на достъпа.[2] Изключително подходяща при паркинги с голямо количество и текучество на автомобили, поради факта, че няма консумативи за стикери, карти или дистанционни.
5. Мобилна апликация APP – мобилните апликации са иновативни и изключително удобни, както при малък брой потребители, така и при огромни обекти с хиляди потребители, но имат недостатък, че са зависими от Интернет свързаността и батерията на телефона.

## Механика на бариерите
Корпусът на бариерите е изработен от масивна метална конструкция, която е поцинкована и след това прахово боядисана, за да се защити максимално от корозия.
Рамото или стрелата на бариерите е изработено от устойчив на огъване алуминий, който е лек и позволява да работят надеждно бариери дори и с дължина над 10 метра.
Електромеханичните бариери са снабдени с мощни слаботокови или силнотокови електродвигатели с редуктор, а при хидравличните има хидравлична помпа, която задейства хидравлично бутало за задвижването на бариерата.
Всички бариери са снабдени с балансираща пружина или противотежест, която компенсира теглото на рамото, за да може с минимални усилия да се задвижва рамото.